# Slag bij Maritsa
De Slag bij Maritsa vond plaats op 26 september 1371 aan de rivier de Maritsa ter hoogte van Tsjernomen (het huidige Ormenio, 10 km van het huidige Svilengrad) in een poging van het keizerrijk Servië om de Ottomanen uit de Balkan te verdrijven.

## Achtergrond
De uitbreiding van het Ottomaanse Rijk had geleid tot de Val van Gallipoli in 1354 en de verovering van Edirne in 1365. Vukašin, de rechterhand van de Servische keizer Stefan Uroš V vernam dat het Ottomaanse leger zich richting Anatolië verplaatste en vatte het plan op om de overblijvenden aan te vallen.

## Slag
Het Servische leger, tienmaal groter dan het Ottomaanse (800 Ottomanen tegen 70.000 Serviërs), sloeg hun kamp op niet ver van Edirne, maar voor dag en dauw vielen de Ottomanen aan. De Serven werden in hun slaap verrast. Duizenden Serviërs werden gedood en duizenden verdronken in de Maritsa-rivier toen ze probeerden te vluchten. Na de slag kleurde de Maritsa rood van het bloed. Vukašin en zijn broer Uglješa behoorden tot de slachtoffers.

## Vervolg
Kort nadien stierf keizer Stefan Uroš V. Het keizerrijk Servië hield op te bestaan en viel uiteen in verschillende deelstaten. Zuid-Servië werd een deel van het Ottomaanse Rijk.